# Список исполнителей Hollywood Records
Это список исполнителей, имеющих отношение к лейблу звукозаписи Hollywood Records.

## Действующие музыканты лейбла

### Соло исполнители
| Содержание: Начало — 0–9 А Б В Г Д Е Ё Ж З И К Л М Н О П Р С Т У Ф Х Ц Ч Ш Щ Э Ю Я |

#### Д
- Коко Джонс[1]
- Мэри Дигби[1]

#### З
- Зендая[1]
- ZZ Ward[1]

#### К
- Каззер[1]
- Сабрина Карпентер[1]

#### Л
- Деми Ловато (мультиконтракт с Island Records и Safehouse Records)

#### М
- Джесси Маккартни[1]
- Чайна Энн Макклейн[2]
- Анна Маргарет[1]
- Беатрис Миллер

#### Р
- Джей Реймонд[1]

#### С
- Мартина Стоессель[1]

#### Ф
- Кейт Форбс[1]

#### Х
- Адам Хикс
- Люси Хейл
- Хорхе Бланко

### Группы
| Содержание: Наверх — 0–9 A B C D E F G H I J K L M N O P Q R S T U V W X Y Z |

#### A
- Avengers Assemble[1]

#### B
- Breaking Benjamin[1]

#### С
- Capra[1]
- Cherri Bomb[1]

#### G
- Grace Potter and the Nocturnals[1]

#### P
- Plain White T's[1]

#### Q
- Queen[1]

#### R
- R5[1]

#### S
- Selena Gomez & the Scene[1]

## Бывшие музыканты лейбла

### Соло исполнители
| Содержание: Начало — 0–9 А Б В Г Д Е Ё Ж З И К Л М Н О П Р С Т У Ф Х Ц Ч Ш Щ Э Ю Я |

#### Б
- Остин Батлер
- Корбин Блю

#### В
- Алекса Вега
- Кайл Винсент

#### Д
- Хейли Дафф
- Хилари Дафф
- Моррис Дэй
- Z-Trip (DJ)
- Джо Джонас
- Джессика Сатта

#### Ж
- Сеу Жоржи

#### К
- Джош Келли
- Большой Кенни

#### Л
- Менди Лион
- Стефано Лангоне

#### М
- Майли Сайрус
- Идина Мензель
- Шеди Монтейдж
- Брайан Мэй
- Бриджит Мендлер

#### П
- Хейден Панеттьер
- Джордан Прютт

#### Р
- Джессика Райддл
- Альфа Рев
- Найди Рохас
- Рик Рокер

#### С
- Равен-Симоне
- Сай Смит
- Тина Сугандж

#### Ф
- Гран Бел Фишер

#### Х
- Ванесса Хадженс
- Хай-Си (Hollywood BASIC)
- Инграм Хилл

#### Я
- Саманта Янус

### Группы
| Содержание: Наверх — 0–9 A B C D E F G H I J K L M N O P Q R S T U V W X Y Z |

#### 0-9
- 3rd Strike
- 78violet

#### A
- Alpha Rev
- Apartment 26
- Allstar Weekend

#### B
- Ballas Hough Band
- BBMak
- The Brian Setzer Orchestra
- Butthole Surfers

#### C
- Caroline's Spine
- Charizma & Peanut Butter Wolf (Hollywood BASIC)
- The Cheetah Girls
- The Crosswalk
- Coolbone

#### D
- Danzig
- The Dead Milkmen
- Diffuser
- Duran Duran

#### E
- Elefant
- Evans Blue
- Everlife

#### F
- Fashion Bomb
- Fastball
- Fishbone
- Flashlight Brown

#### H
- Honor Society
- Human Waste Project

#### I
- In real life https://en.m.wikipedia.org/wiki/In_Real_Life_(band)
- Indigo Girls
- Ingram Hill
- Insane Clown Posse
- Into Another

#### J
- J’son
- Jonas Brothers

#### L
- Leftover Salmon
- Lifers' Group (Hollywood BASIC)
- Los Lobos
- Loudmouth

#### M
- The Minus 5

#### N
- Nick Jonas & the Administration
- Nobody's Angel

#### O
- Organized Konfusion (Hollywood BASIC)

#### P
- The Party

#### Q
- Queen + Paul Rodgers

#### R
- Raw Fusion (Hollywood BASIC)
- Rattlebone
- Sacred Reich

#### S
- The Scream
- Seaweed
- Simon Says
- Sparta
- Sprung Monkey
- Stryper
- The Suicide Machines

#### T
- T-Ride
- Tsar
- Vlad Yasukevich

#### Y
- Youngstown

#### Z
- Zimbabwe Legit (Hollywood BASIC)